# Battaglia di Mirebalais
La battaglia di Mirebalais fu un episodio della rivoluzione haitiana.

## La battaglia
Il generale inglese John Graves Simcoe diede l'ordine al generale di brigata Churchill di prendere Mirebalais. Il 30 maggio, un'armata anglo-realista lasciò Port-au-Prince e, dopo due giorni di marcia, giunse a Mirebalais. Il posto era difeso da soli 50 soldati repubblicani dell'armata di Toussaint. Questi erano comandati da Christophe Mornet, il quale dispose i suoi uomini per cercare di avere meno perdite possibili anche se il confronto appariva impossibile. I francesi riuscirono ad uccidere 20 dei loro nemici, abbandonando però due cannoni. Gli anglo-realisti abbandonarono Mirebalais senza opporre ulteriore resistenza e gli abitanti locali giurarono quindi fedeltà ai repubblicani francesi entrati in città. Una divisione di quest'armata si portò quindi a Verrettes.
Il 31 agosto, Toussaint fece il suo rapporto a Lavaux :